# Мекнес-Тафилалет
Мекне́с-Тафилалет (араб. مكناس تافيلالت‎) — до 2015 года одна из шестнадцати областей Марокко. Разделена между тремя новыми областями Фес — Мекнес, Драа — Тафилалет и Бени-Меллаль — Хенифра.
Территория 79 210 км², население 2 141 527 чел. (перепись 2004). Административный центр — город Мекнес.
Область состояла из одной префектуры и пяти провинций:
- Префектура Мекнес
- Провинция Ифран (адм. центр — город Ифран)
- Провинция Хенифра (адм. центр — город Хенифра)
- Провинция Эль-Хаджеб
- Провинция Эррашидия
- Провинция Мидельт